# Cuiseaux
Cuiseaux ist eine französische Gemeinde im Département Saône-et-Loire in der Region Bourgogne-Franche-Comté. Sie gehört zum Arrondissement Louhans und zum Kanton Cuiseaux, von dem sie auch Hauptort ist. Die Gemeinde hat 1853 Einwohner (Stand 1. Januar 2022), die Cuiselliens, resp. Cuiselliennes, genannt werden.

## Geografie

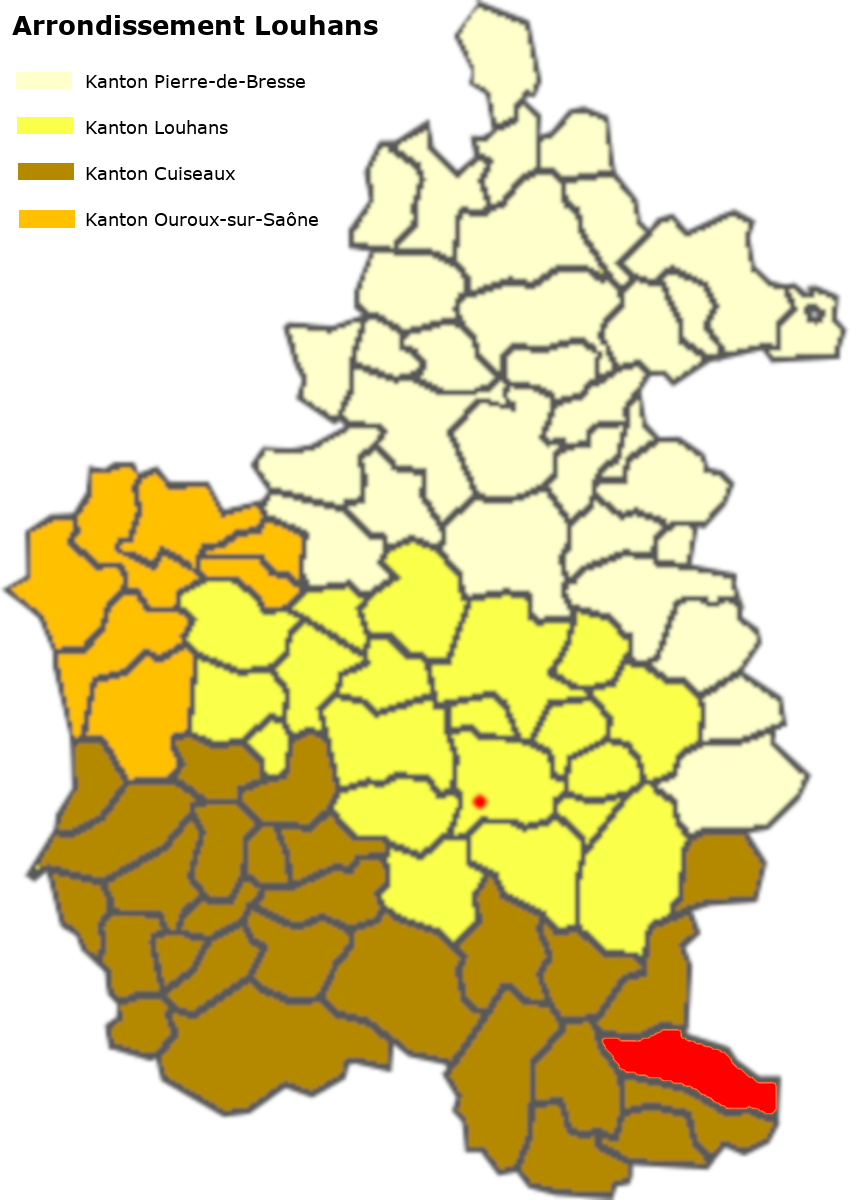
Lage der Gemeinde im Arrondissement Louhans

Cuiseaux liegt im äußersten Osten der Region Burgund, zusammen mit der südlichen Gemeinde Champagnat schiebt sich das Gemeindegebiet bis tief in das Gebiet der Franche-Comté an den Jurafuß vor. In Cuiseaux liegt mit 647 Metern der höchste Punkt sowohl des Kanton Cuiseaux, als auch des Arrondissement Louhans. Quer durch das Gemeindegebiet fließt der Ruisseau du Breuil in Süd-Nord-Richtung, von Champagnat her, wo er am Jurafuß entspringt. Er nimmt den Ruisseau des Frontenelles auf, der sich teilweise der Nordgrenze entlang zieht. Einen Teil der Westgrenze bildet La Dourlande, die die Étangs de Semon und de Louvarel entwässert. Das Gemeindegebiet ist stark bewaldet, insbesondere der Westen, wo sich kaum Siedlungen finden. Durch die Gemeinde führen die Departementsstraße D972 (Louhans–Cuiseaux), die weitgehend der Trasse der Römerstraße folgt, und die Departementsstraße D11 (Varennes-Saint-Sauveur-Cuiseaux) entlang der südlichen Gemeindegrenze. Die Autobahn A39 durchschneidet das westlichste Gemeindegebiet und die Departementsstraße D1083 (ehemalige N83, Lons-le-Saunier–Bourg-en-Bresse) zieht sich dem Jurafuß entlang westlich des Bourg. Zur Gemeinde gehören die folgenden Weiler und Fluren: Balerne, Balme, Basse-Forêt, Bel-Air, Bregou, le Breuil, le Bua, la Cadole, les Capettes, Chambrion, Champ-Bertrand, Champ-Carrat, Champ-de-Foire, la Chapelle, Chatey-à-Lait, la Chaussée, Chemin-de-Planet, Chemin-de-Ronde, Chemin-du-Fonds-de-Saumoux, Chêne-Bordet, Clos-d’Épy, les Convers, les Cousles, le Donchoir, les Dupreys, en Durtau, l'Ermitage, Frontenelles, la Grande-Broye, la Grande-Forêt, les Grandes-Terres, Jarrey, la Madeleine, Maison-Rollier, la Maison-Rouge, Meix-Roussillon, la Miche, la Moissonnière, Moisy, Mont-Bouchet, les Muriers, Notre-Dame, Olmus, la Petite-Broye, la Petite-Forêt, Pont-de-Pierre, Ramassa, le Rongeon, la Roue, les Rutys, Saint-Jacques, Saint-Jérôme, Saint-Thomas, les Serpents, Sous-Moux, Surville, Talon, les Terres-Fortes, Toulonjon, la Tourtelle, les Tuilières, Vaucluse, la Vieille-Route, Ville-Neuve.

### Klima
Das Klima in Cuiseaux ist warm und gemäßigt. Es gibt das ganze Jahr über deutliche Niederschläge, selbst der trockenste Monat weist noch hohe Niederschlagsmengen auf. Die Klassifikation des Klimas nach Köppen und Geiger ist Cfb ((Gemäßigtes) Ozeanklima). Die Temperatur liegt im Jahresdurchschnitt bei 11,2 °C. Der wärmste Monat ist der Juli mit einer Durchschnittstemperatur von 20,1 °C, der kälteste der Januar mit 2,6 °C. Über ein Jahr verteilt summieren sich die Niederschläge auf 1455 mm, dabei ist der Januar mit 137 mm der niederschlagsreichste, während Juli und August als trockenste Monate 95 mm aufweisen. Über das ganze Jahr werden etwa 2726 Sonnenstunden gezählt.
|                        | Jan | Feb  | Mär  | Apr  | Mai  | Jun  | Jul  | Aug  | Sep  | Okt  | Nov | Dez |   |      |
| Mittl. Temperatur (°C) | 2,6 | 3,1  | 6,7  | 10,3 | 14,1 | 18,2 | 20,1 | 19,8 | 16,1 | 12,2 | 6,7 | 3,5 | ⌀ | 11,2 |
| Mittl. Tagesmax. (°C)  | 5,6 | 6,8  | 11,0 | 14,7 | 18,2 | 22,7 | 24,6 | 24,3 | 20,4 | 16,2 | 9,9 | 6,3 | ⌀ | 15,1 |
| Mittl. Tagesmin. (°C)  | 0,0 | −0,2 | 2,5  | 5,6  | 9,5  | 13,3 | 15,3 | 15,1 | 11,9 | 8,7  | 3,9 | 1,0 | ⌀ | 7,3  |
|                        |     |      |      |      |      |      |      |      |      |      |     |     |   |      |
| Niederschlag (mm)      | 137 | 119  | 115  | 118  | 131  | 108  | 95   | 95   | 108  | 126  | 152 | 151 | Σ | 1455 |

| 0,0 |

| −0,2 |

| 2,5 |

| 5,6 |

| 9,5 |

| 13,3 |

| 15,3 |

| 15,1 |

| 11,9 |

| 8,7 |

| 3,9 |

| 1,0 |

| 0,0 |

| −0,2 |

| 2,5 |

| 5,6 |

| 9,5 |

| 13,3 |

| 15,3 |

| 15,1 |

| 11,9 |

| 8,7 |

| 3,9 |

| 1,0 |

## Toponymie
Die erste Erwähnung des Ortes geht zurück auf 1131 als Cusellum. Die Gegend entlang des Jurafusses war schon früh besiedelt, ursprünglich von keltischen Stämmen, später durch die römischen Invasoren. Cuiseaux bestand schon in der hohen Kaiserzeit, wie Funde von Münzen bestätigen (davon eine goldene von Vitellius mit zwei Kindergesichtern). Es ist deshalb anzunehmen, dass der Ortsname auf die gallo-römische Sprache zurückgeht und aus der Bezeichnung für Wald entstanden ist. Die ausgedehnten weiten Waldgebiete wurden von den Kelten Ceto – Coet – Cotia bezeichnet, bei den Römern fand dieser Begriff als Cetum im Latein Eingang. Es ist also durchaus wahrscheinlich, dass die Ortsbezeichnung von Cuiseaux auf keltische Ursprünge zurückgeht und sich auf die waldreiche Gegend bezieht.

## Geschichte
Cuiseaux liegt am Fuß der ersten Anhöhen des Juras, die Gegend wurde schon 974 als In pago Reverimontis (Rückseite der Berge) bezeichnet, und ist eine sehr alte Stadt, wo die Mönche von Gigny schon ein Priorat gegründet hatten, das Priorat de Monz (Madeleine, 281 Meter, westlich des Stadtzentrums). Im 15. Jahrhundert wird sie beschrieben als Ort großer Liebenswürdigkeit, fruchtbar in allen Beziehungen des Gesellschafts- und Geschäftslebens. Die Stadt verfügte über Festungsmauern und eine wehrhafte Burg, die den Herren von Cuiseaux gehörte. Diese Familie war hoch angesehen, einige ihrer Mitglieder hatten sich in den Kreuzzügen hervorgetan, waren Vasallen der Herzöge von Burgund und später der Herren von Sainte-Croix und besaßen mehrere Lehen in der Franche-Comté und der Bresse. Aimon Lumbel de Cuiseaux erscheint 1131 als Mitbegründer des Klosters Miroir, Jean de Cuiseaux, sein Urenkel, erlässt 1265 einen Freibrief.
1284 verkauft Henri d’Antigny, Herr von Sainte-Croix die Oberhoheit über Cuiseaux an Herzog Robert II., wodurch das Gebiet burgundisch wird. 1316 stirbt das Geschlecht der Cuiseaux aus und die Herrschaft gelangt an Hugues de Chalon, Herr von Arlay, schließlich an Jean de Chalon, den ersten Prinz von Orange. Die Chalons blieben Herren über Cuiseaux während etwa drei Jahrhunderten, obwohl ihnen aus politischen Gründen die Hoheit einige Male entzogen wurde. Dies geschah beispielsweise während des Krieges zur Annexion der Franche-Comté unter Louis XI. Um die Bewohner von Cuiseaux dafür zu bestrafen, dass sie sich auf die Seite von Maria von Burgund gestellt hatten, ließ Farouche Craon der Gouverneur von Burgund Cuiseaux abbrennen. Am 25. Juni 1477 legte er Feuer, die ganze Stadt brannte nieder, mit Ausnahme eines Hauses und der Kirche. Nach Friedensschluss gelangte die Herrschaft wieder an die Familie Chalon, bis Claude de Chalon sich mit Heinrich von Nassau verheiratete und der Besitz an diese überging. Die Herrschaft wechselte weiter ihren Besitzer, bis sie durch Henri II. de Bourbon, prince de Condé erworben wurde, der 1634 den Freibrief bestätigte. Die Wechsel gingen weiter, 1780 gehörte sie Étienne-Jean Nayme, Siegelbewahrer des obersten Gerichtshofs des Burgund. Mit der Revolution gelangte Cuiseaux zum Département Saône-et-Loire.
Das Schloss der Herren von Cuiseaux war sehr stark befestigt und sehr umfangreich. Es befand sich im Nordosten des Hospitals. Das Herrschaftshaus der Prinzen von Orange ist in der Grande-Rue noch zu sehen, ebenfalls das Stadttor Le Verger, das als einziges verblieben ist. Die Stadtmauer wies einstmals 36 Türme auf.
Die Kirche datiert aus dem 12. Jahrhundert, Reste aus der romanischen Zeit lassen darauf schließen, dass sie ein bemerkenswertes Gebäude gewesen sein muss. Die Kirche wurde mehrfach restauriert und rekonstruiert. Die Säulen beim Sanktuarium datieren aus dem 15. Jahrhundert und sind bemerkenswert wegen der Originalität ihrer Skulpturen, von denen einige groteske und fantastische Figuren zeigen. Die Kirche ist dem Heiligen Thomas von Canterbury geweiht. 1426 verlegte der Erzbischof von Lyon, Amédée II. de Talarn, das Chorherrenstift von Chavannes-sur-Suran nach Cuiseaux, da dieses fruchtbarer sei und Wohlstand für das Gemeindeleben und die Kaufleute verspreche, damit wurde das Haus zu einer Stiftskirche. Zur Kirche gehörte eine Familiarité, um dort Mitglied zu werden, musste man in Cuiseaux geboren und getauft worden sein. Der Kirche waren mehrere Kapellen angegliedert, am 6. August 1410 stiftete Guillaume Bouton die Kapelle Notre-Dame mit Roben für die Kapläne und ein Wohnhaus für diese.
Außerhalb der Kirche bestand die Kapelle Notre Dame du Noyer, wo angeblich ein junger Schäfer am 1. Mai 1249 die Statuette einer Schwarzen Madonna fand. Nach der Revolution wurde die Kapelle verkauft und eine Familie versteckte die Statuette, bis sie am 15. August 1802 in der Kirche untergebracht wurde. Während über 700 Jahre wurde sie in besonderem Masse verehrt, man brachte ihr die totgeborenen Kinder und die Kranken in der Hoffnung auf Heilung und andere Wunder. Die Geschichte der Schwarzen Madonna wird in einem Glasfenster dargestellt.
Die Kapelle Magdeleine, das ursprüngliche Priorat de Monz, bestand bis ins 18. Jahrhundert, eine Kapelle des Heiligen Jérôme ersetzte im 16. Jahrhundert die Leprastation, ferner bestand ein Oratorium im Nordosten des Ortes und ein Hospiz, eine Einsiedelei in einer Schlucht östlich der Siedlung und seit dem 14. Jahrhundert wird ein Spital erwähnt.

### Die Herren von Cuiseaux
Bereits 1131 war ein Lumbel de Cuiseaux bei der Gründung des Klosters Le Miroir durch Humbert I. Sein Sohn Ponce de Cuiseaux beschenkte verschiedene Klöster. Sein Sohn wiederum, Ponce II. de Cuiseaux, nahm 1189 am dritten Kreuzzug teil und huldigte im Jahr 1200 dem Abt von Saint-Philibert in Tournus. Ein Nachkomme, Jean de Cuiseaux erließ 1265 den Freibrief für Cuiseaux, sein Sohn Jean II. de Cuiseaux starb 1316 ohne Nachkommen.
1284 hatte Henri d’Antigny de Sainte-Croix die Herrschaft Cuiseaux für 1500 Livres zurück an seinen Lehnsherrn, Robert II. gegeben. Deshalb bestätigte Eudes IV. 1316, kurz nach dem Tod von Jean II. de Cuiseaux  den Freibrief für Cuiseaux. Gleichzeitig gab er das Lehen weiter an Hugo I. von Chalon-Arlay, Herr von Arlay. Das Lehen verblieb für beinahe 300 Jahre im Besitz der Familie de Chalon und damit der Prince d’Orange.
Mit dem Tod von René von Nassau ging das Erbe über an seinen Cousin, Wilhelm I. Philipp II., König von Spanien, war inzwischen souveräner Herrscher der Franche-Comté und enteignete Wilhelm I. Mehr als fünfzig Jahre später wurden die Güter zurückgegeben an den Sohn Wilhelms, Philipp Wilhelm von Oranien-Nassau. 1618 starb Philipp Wilhelm kinderlos. Die Güter im Burgund gelangten schließlich an die jüngste Tochter aus dritter Ehe von Wilhelm I., Emilia Secunda Antwerpiana von Oranien-Nassau, genannt Amalia. Sie heiratete am 4. Juli 1616 Friedrich Kasimir von Pfalz-Landsberg. Als Folge verschiedener Erbstreitigkeiten verarmte Amalia und verbrachte ihre Witwenzeit auf der Burg Montfort in Montigny-Montfort. Die Herrschaft Cuiseaux verkaufte sie an Henri II. de Bourbon, Prince de Condé. In der Familie wurde die Herrschaft weitervererbt bis zu Louise-Anne de Bourbon-Condé, genannt Mademoiselle de Charolais und ihrem Tod am 8. April 1758. Ihr Erbe, Louis François II. Joseph de Bourbon, prince de Conti, blieb jedoch nicht lange im Besitz der Güter, er verkaufte sie an Alexis Fontaine des Bertins, Mitglied der Académie des sciences, der jedoch kurz darauf, 1771, verstarb. Die Herrschaft ging darauf an Constantin Nayme, Priester und Doktor der Theologie und dann an seinen Erben, Étienne Jean Nayme, Siegelbewahrer am Parlement des Burgunds. Er war der letzte Herr der Herrschaft Cuiseaux, wohnte lange Zeit im Ort und hatte seinerseits viele Lehensnehmer und weitere Lehen in Champagnat, Joudes, Condal, Dommartin-lès-Cuiseaux etc.

### Von der Französischen Revolution zum 20. Jahrhundert
Mit der Französischen Revolution 1789 wurden die Vorrechte des Adels abgeschafft, sie behielten lediglich noch ihre Titel. Diese Herren der Herrschaft Cuiseaux waren ihrerseits Vasallen der Herzöge von Burgund. Sie selbst gaben große Teile ihres Lehens weiter als Afterlehen. Guillemaut erwähnt 38 Lehensmänner. Einigen davon werden wir bei den verschiedenen Gemeinden wieder begegnen.
Als sich Frankreich im Zweiten Weltkrieg unter deutscher Besatzung befand, war der Unternehmer der Lebensmittelindustrie Bernard Morey, Leiter von Étabissements Morey, ab Anfang 1942 in der Résistance und später in der Gruppe R1 von Paul Rivière aktiv. Moreys Vater war der Bürgermeister. Zahlreiche Mitarbeiter des Unternehmens überzeugte er, sich am Widerstand gegen die Besatzer zu beteiligen, so den Chefmechaniker Hubert Tabard und den Directeur commercial Jean Tureaud. In den Räumen der Firma ließ Morey am 27. August 1942 eine Tonne in Beaufort mit Fallschirm abgeworfene Waffen lagern. Aus den Abwürfen des 20. September und 27. Oktober 1942 kamen weitere Waffen der Alliierten zugunsten der Résistance hinzu. Am 28. April 1944 wurde Morey von den Deutschen festgenommen und in das KZ Neuengamme deportiert. Er überlebte das Lager und verfasste nach seiner Rückkehr seine Memoiren mit dem Titel Le voyageur égaré.

## Heraldik

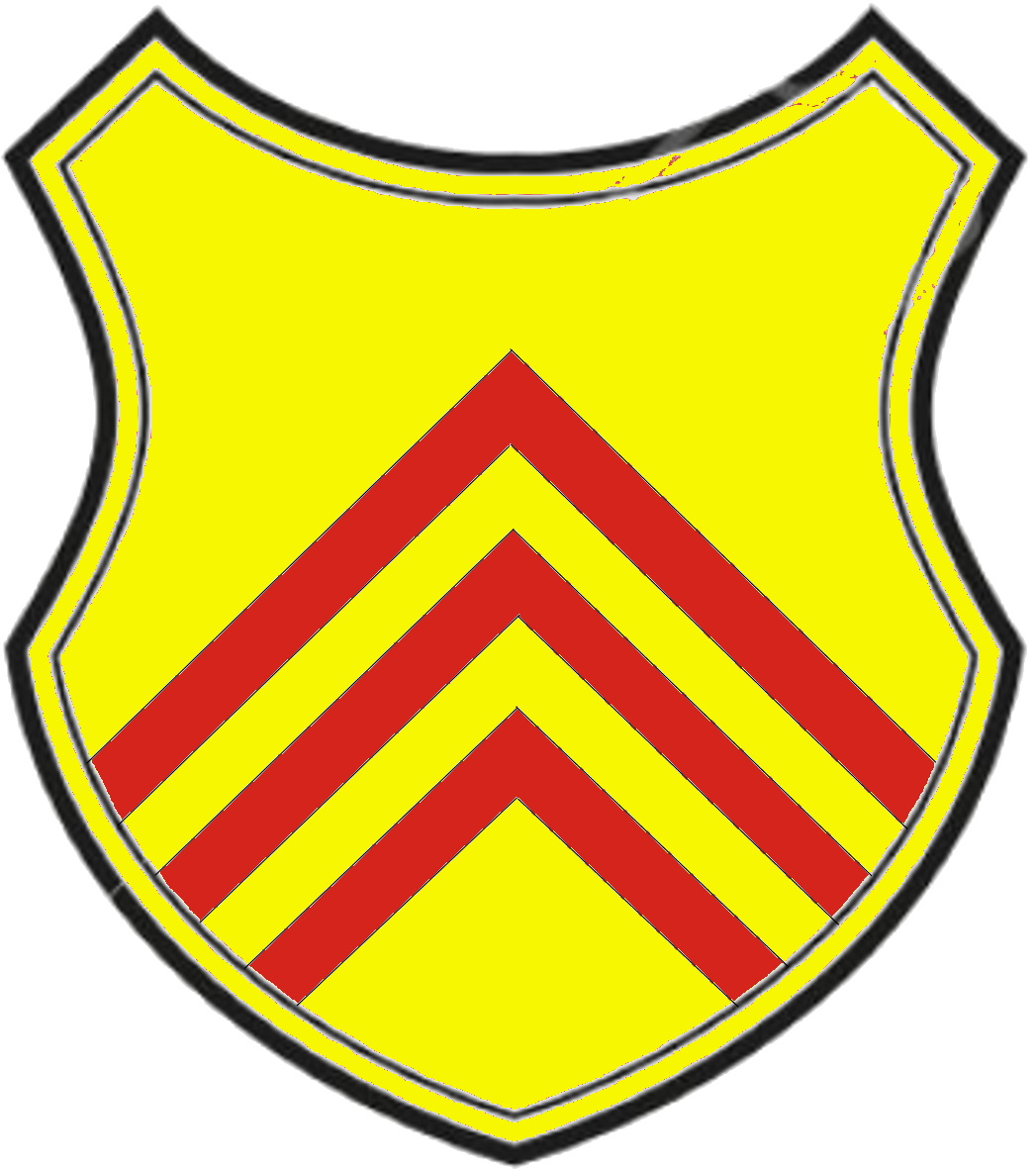
Wappen Cuiseaux

Die Gemeinde verwendet ein Wappen, das auf Skulpturen und in Schriftstücken gefunden wurde. Das Oberwappen ziert die Grafenkrone (offener Kronreif mit fünf Blattzinken), begründet durch die Grafen von Savoyen. Diese Beifügung geht auf das Jahr 1863 zurück. Das Wappen erscheint in einer besonderen Form, indem es im unteren Teil ausgebaucht ist. Blasonierung: In Gold drei rote Sparren. Das Wappen ist bezüglich Blasonierung identisch mit denjenigen von Ivry-la-Bataille, Lesdain, Pargny-sous-Mureau, Philippsbourg, Saint-Aubert und Tanneron. Hingegen wird die besondere Schildform lediglich durch Cuiseaux verwendet und ist auch auf der Homepage der Gemeinde entsprechend dargestellt. Im Übrigen handelt es sich um das Familienwappen der Clare, deren Geschlecht in der männlichen Linie 1314 ausstarb.

## Bevölkerung
| Cuiseaux: Einwohnerzahlen von 1793 bis 2020 | Cuiseaux: Einwohnerzahlen von 1793 bis 2020 | Cuiseaux: Einwohnerzahlen von 1793 bis 2020 | Cuiseaux: Einwohnerzahlen von 1793 bis 2020 | Cuiseaux: Einwohnerzahlen von 1793 bis 2020 |
| --- | ------------------------------------------- | ------------------------------------------- | ------------------------------------------- | ------------------------------------------- |
| Jahr |                                             |                                             |                                             | Einwohner                                   |
| 1793 | 1793                                        |                                             | 1.429                                       | 1.429                                       |
| 1800 | 1800                                        |                                             | 1.700                                       | 1.700                                       |
| 1806 | 1806                                        |                                             | 1.732                                       | 1.732                                       |
| 1821 | 1821                                        |                                             | 1.703                                       | 1.703                                       |
| 1831 | 1831                                        |                                             | 1.794                                       | 1.794                                       |
| 1836 | 1836                                        |                                             | 1.593                                       | 1.593                                       |
| 1841 | 1841                                        |                                             | 1.667                                       | 1.667                                       |
| 1846 | 1846                                        |                                             | 1.608                                       | 1.608                                       |
| 1851 | 1851                                        |                                             | 1.681                                       | 1.681                                       |
| 1856 | 1856                                        |                                             | 1.437                                       | 1.437                                       |
| 1861 | 1861                                        |                                             | 1.542                                       | 1.542                                       |
| 1866 | 1866                                        |                                             | 1.626                                       | 1.626                                       |
| 1872 | 1872                                        |                                             | 1.544                                       | 1.544                                       |
| 1876 | 1876                                        |                                             | 1.559                                       | 1.559                                       |
| 1881 | 1881                                        |                                             | 1.535                                       | 1.535                                       |
| 1886 | 1886                                        |                                             | 1.499                                       | 1.499                                       |
| 1891 | 1891                                        |                                             | 1.509                                       | 1.509                                       |
| 1896 | 1896                                        |                                             | 1.532                                       | 1.532                                       |
| 1901 | 1901                                        |                                             | 1.432                                       | 1.432                                       |
| 1906 | 1906                                        |                                             | 1.423                                       | 1.423                                       |
| 1911 | 1911                                        |                                             | 1.439                                       | 1.439                                       |
| 1921 | 1921                                        |                                             | 1.268                                       | 1.268                                       |
| 1926 | 1926                                        |                                             | 1.351                                       | 1.351                                       |
| 1931 | 1931                                        |                                             | 1.270                                       | 1.270                                       |
| 1936 | 1936                                        |                                             | 1.341                                       | 1.341                                       |
| 1946 | 1946                                        |                                             | 1.350                                       | 1.350                                       |
| 1954 | 1954                                        |                                             | 1.380                                       | 1.380                                       |
| 1962 | 1962                                        |                                             | 1.682                                       | 1.682                                       |
| 1968 | 1968                                        |                                             | 1.702                                       | 1.702                                       |
| 1975 | 1975                                        |                                             | 1.813                                       | 1.813                                       |
| 1982 | 1982                                        |                                             | 1.816                                       | 1.816                                       |
| 1990 | 1990                                        |                                             | 1.779                                       | 1.779                                       |
| 1999 | 1999                                        |                                             | 1.749                                       | 1.749                                       |
| 2009 | 2009                                        |                                             | 1.760                                       | 1.760                                       |
| 2014 | 2014                                        |                                             | 1.889                                       | 1.889                                       |
| 2020 | 2020                                        |                                             | 1.825                                       | 1.825                                       |
| Quelle(n): EHESS/Cassini bis 2006, ab 2009 INSEE Anmerkung(en): • Ab 1962 offizielle Zahlen ohne Einwohner mit Zweitwohnsitz • Höchste Einwohnerzahl 2014 mit 1889, tiefste Einwohnerzahl 1921 mit 1268 (67,1 % vom Maximum) |                                             |                                             |                                             |                                             |

| Bevölkerungsstruktur | Anzahl Einwohner | männlich | weiblich | davon Ausländer | Anteil % |
| -------------------- | ---------------- | -------- | -------- | --------------- | -------- |
|                      | 1837             | 923      | 914      | 43              | 2,4      |

| Männer | Alterstufe | Frauen |
| ------ | ---------- | ------ |
| 12     | 90 + älter | 46     |
| 112    | 75–89      | 150    |
| 174    | 60–74      | 177    |
| 177    | 45–59      | 189    |
| 151    | 30–44      | 126    |
| 121    | 15–29      | 120    |
| 132    | 0–14       | 139    |

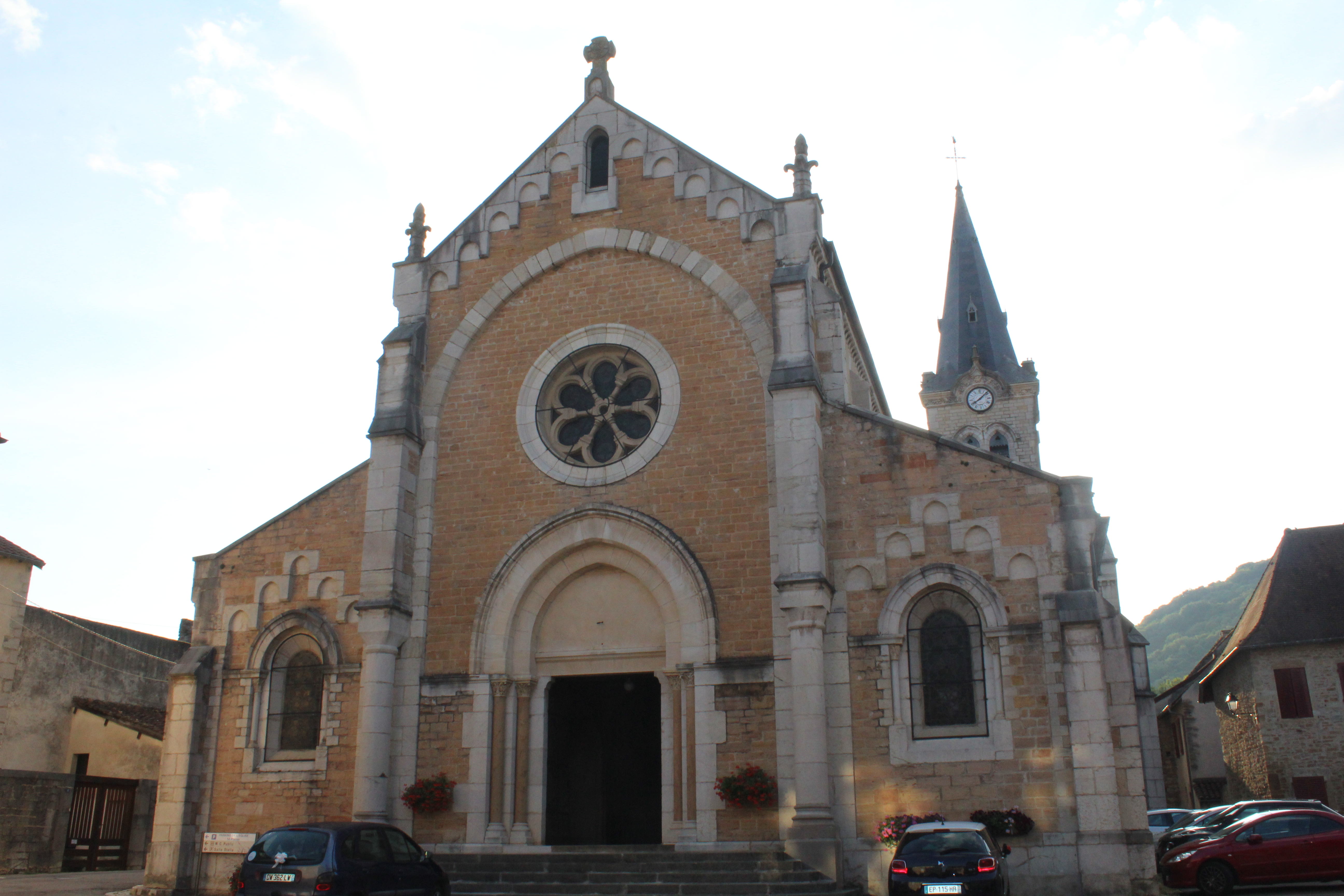
Kirche Saint Thomas de Canterbury in Cuiseaux

Die Bevölkerungsstruktur zwischen Männern und Frauen ist weitgehend ausgeglichen. Dabei sind 45 % der Bevölkerung jünger als 45 Jahre. 37 % der Einwohner sind älter als 60 Jahre und damit im Rentenalter, wobei 58 Einwohner gar älter als 90 Jahre sind, das entspricht 3,2 % der Bevölkerung.
| Wohnstruktur               | Anzahl Wohneinheiten | davon Häuser | Wohnungen | sonstige |
| -------------------------- | -------------------- | ------------ | --------- | -------- |
|                            | 992                  | 777          | 190       | 25       |
| davon Hauptwohnsitz        | 841                  |              |           |          |
| Zweit- oder Ferienwohnsitz | 65                   |              |           |          |
| vakant                     | 86                   |              |           |          |

## Wirtschaft und Infrastruktur

### Unternehmen, Betriebe, Ladengeschäfte und Einrichtungen
In der Gemeinde befinden sich nebst Mairie und Kirche folgende Unternehmen nach Branchen:
| Branche                                                           | Anzahl Betriebe |
| ----------------------------------------------------------------- | --------------- |
| Industrie und verarbeitendes Gewerbe                              | 17              |
| Baugewerbe                                                        | 18              |
| Groß- und Einzelhandel, Verkehr, Beherbergung und Gastronomie     | 29              |
| Information und Kommunikation                                     |                 |
| Finanz- und Versicherungsdienstleistungen                         | 6               |
| Grundstücks- und Wohnungswesen                                    | 4               |
| Freiberufliche, wissenschaftliche und technische Dienstleistungen | 13              |
| Öffentliche Verwaltung, Unterricht, Gesundheits- und Sozialwesen  | 16              |
| Sonstige Dienstleistungen                                         | 8               |
| Land- und Forstwirtschaftsbetriebe                                | 5               |

In der Gemeinde befinden sich zwei Bäckereien, ein Supermarkt, vier Coiffeur- und zwei Schönheitssalons, eine Reinigung und drei Banken. Zudem sind in der Gemeinde vier Autogaragen, zwei Optiker und eine Papeterie, ferner drei Bauhandwerksbetriebe, drei Schreinerei-/Zimmereien, zwei Elektriker, zwei Maler/Gipser, drei Installateurbetriebe, eine Tankstelle, eine technische Autokontrolle und eine Fahrschule.
Im sportlichen Bereich finden sich ein Tennis-, ein Fußball- und ein Pétanqueplatz, ein Schwimmbad, ein Sportplatz und eine Sporthalle.
Der medizinische Bereich wird abgedeckt durch vier Ärzte, einen Zahnarzt, drei Physiotherapeuten, zwei podologische Praxen, eine Apotheke und drei Krankenschwestern. Die Gemeinde verfügt zudem über ein psychiatrisches Zentrum, ein Behinderten- und ein Seniorenheim, sowie über einen Hilfsdienst für Senioren.
Für den Tourismus verfügt der Ort über zwei Hotels (** 14 Zimmer, *** 15 Zimmer) und ein Restaurant, sowie über einen Taxibetrieb.
Für die Sicherheit sind ein Gendarmerieposten und eine Feuerwehrkaserne vorhanden. An öffentlichen Einrichtungen bestehen eine Bibliothek, Post, Touristeninformation, Finanzbehörde und Arbeitslosenamt.

### Geschützte Produkte in der Gemeinde
Als AOC-Produkte sind in Cuiseaux Comté und Morbier zugelassen, ferner Volaille de Bresse und Dinde de Bresse in den Gemeindeteilen westlich der N83, sowie Crème et beurre de Bresse.

### Bildungseinrichtungen
In der Gemeinde bestehen folgende schulischen Einrichtungen:
• École primaire (École maternelle und École élémentaire), die von 163 Kindern besucht wird.
• Collège Roger Boyer
die der Académie de Dijon unterstehen. Für die Schule gilt der Ferienplan der Zone A.

## Volkskundliches
Im Freibrief von Cuiseaux  ist festgehalten, dass die Bäcker Brot von guter Qualität verkaufen mussten. Andernfalls wurden sie in der Kirche gemaßregelt und ihr schlechtes Brot unter den Armen verteilt. Das Brot wurde ebenfalls konfisziert und unter den Armen verteilt, wenn der Preis nicht dem Preis des Weizens entsprach. Bei der zweiten Übertretung bezahlten die Bäcker eine Busse von drei Sous. Dabei ist festzuhalten, der Preis des Brotes war immer derselbe, das Gewicht des Brotes änderte sich. War der Weizen billig, war der Brotlaib größer, war der Weizen teuer, wurde das Brot kleiner.

## Sehenswürdigkeiten
- Altstadt, die nach dem Brand von 1477 wieder aufgebaut wurde, mit mehreren Arkadenhäusern
- Reste der Stadtmauer mit dem Stadttor Le Verger
- Friedhofskapelle, historisches Denkmal
- Thomaskirche aus dem 12./15. Jahrhundert mit Chorgestühl und Altaraufsatz
- Schloss der Prinzen von Orange
- Residenz der Familie Nayme als letzten Besitzern der Herrschaft Cuiseaux

## Persönlichkeiten
- Guillaume Paradin (1510–1590), Historiker und Schriftsteller
- Jean-Baptiste Royer (1733–1807), Politiker
- Édouard Vuillard (1868–1940), Maler

## Auszeichnungen
Villes et Villages Fleuris hat der Gemeinde eine Blume verliehen.